# Aeroportul Riyan
Aeroportul Riyan (IATA: RIY, ICAO: OYRN) este un aeroport din Al Mukalla, Hadhramaut Region⁠(d), Yemen ce deservește zona Al Mukalla.
Situat la o altitudine de 17 m, aeroportul dispune de o singură pistă.

## Infrastructură

### Terminale
Aerogara are în componență 1 terminal, Riyan Airport prison in Yemen⁠(d). 